# Station Castleknock
Station Castleknock is een spoorwegstation in  het Ierse graafschap Dublin. Het ligt tussen de wijken Castleknock en Blanchardstown. Het station ligt aan de lijn Dublin - Sligo en aan de Docklandslijn richting de M3. 
Het station wordt bediend door de forensentreinen die rijden tussen Maynooth en Dublin en tussen de M3 en Dublin-Docklands. In de spits rijden twee treinen per uur, buiten de spits een per uur. De Docklandslijn rijdt alleen op werkdagen.